# (58595) Joepollock
(58595) Joepollock est un astéroïde de la ceinture principale.

## Description
(58595) Joepollock est un astéroïde de la ceinture principale. Il fut découvert le 5 octobre 1997 à l'Observatoire d'Ondřejov par Petr Pravec. Il présente une orbite caractérisée par un demi-grand axe de 2,25 UA, une excentricité de 0,19 et une inclinaison de 6,4° par rapport à l'écliptique.

## Compléments